# Гласери
Гласери (фр. Glacerie) је насељено место у Француској у региону Доња Нормандија, у департману Манш.
По подацима из 2011. године у општини је живело 5578 становника, а густина насељености је износила 298,29 становника/km².

## Демографија
| 1962. | 1968. | 1975. | 1982. | 1990. | 2011. |
| ----- | ----- | ----- | ----- | ----- | ----- |
| 2.995 | 3.840 | 5.187 | 5.811 | 5.576 | 5.578 |